# Эчанди Хименес, Марио
Ма́рио Хосе́ Эча́нди Химе́нес (исп. Mario José Echandi Jiménez; 17 июня 1915, Сан-Хосе, Коста-Рика — 30 июля 2011, там же) — коста-риканский государственный деятель, президент Коста-Рики (1958—1962).

## Карьера дипломата
Окончил юридический факультет Liceo de Costa Rica.
С 1940 года — на дипломатической работе. Был военным атташе посольства в Панаме.
- В 1950—1951 и 1966—1968 годах — посол Коста-Рики в США, в 1950—1951 годах — одновременно представитель в ООН
- В 1951—1953 годах — министр иностранных дел при президенте Отилио Улате
- В 1953—1958 годах — депутат Законодательного собрания во время второго срока президента Хосе Фигереса

## Президентство
Президент Эчанди победил на выборах 1958 с 102 851 голосом как кандидат от Национальной союзной партии. Франциско Дж. Орлич выдвигался от Партии национального освобождения и занял второе место с 94 778 голосами, а Хорхе Росси получил 23 910 голосов, будучи кандидатом от Независимой партии. Во время его правления были приняты некоторые важные законы. Закон «Лей де Агинальдо» предоставил надбавочную годовую зарплату всем госслужащим. Были приняты закон о чистой воде, закон о земельной реформе и колонизации способствовал поддержке небольших фермерских хозяйств. Также был принят первый национальный план по строительству сети железных и автомобильных дорог в стране.
К основным результатам его деятельности на посту главы государства относят:
- создание новых, в первую очередь католических, школ;
- создание Национальной службы водопровода и канализации, начало масштабной модернизации системы водоснабжения;
- принятия плана дорожного строительства;
- проведение земельной реформы в интересах мелких и средних производителей;
- разрыв дипломатических отношений с социалистической Кубой.

## Национальное примирение
Во время его управления некоторым политическим деятелям, таким как бывший президент Рафаэль Анхель Кальдерон Гуардия, было разрешено вернуться из ссылки. Его последователям позволили вернуться в страну и организоваться политически.

## После президентства
Он баллотировался на пост президента еще два раза — в 1970 и в 1982 году — но потерпел поражение на тех и других выборах.
После своего президентства Эчанди вошёл в консультативный совет Совета саммитов за мир во всем мире Мун Сон Мёна.

## Смерть
Эчанди умер 30 июля 2011 года в возрасте 96 лет от пневмонии после сердечного приступа.

## Примечание
1. 1 2 3  Historía de Costa Rica, Monge Alfaro, Carlos. edición #16, Imprenta Trejos, 1980, page 304
2. ↑  Historía de Costa Rica, Monge Alfaro, Carlos. edición #16, Imprenta Trejos, 1980, page 305
3. ↑  Из энциклопедии Nation Master (недоступная ссылка)
4. ↑  Falleció expresidente Mario Echandi Jiménez (1958—1962) — EL PAÍS — La Nación Архивировано 31 июля 2011 года.
5. ↑  Pinnacle Figure in Costa Rican Politics Dies at 96. www.mycostaricanews.com. Дата обращения: 12 октября 2023. Архивировано 23 октября 2017 года.